# Марсел, Келли
Келли Марсел (англ. Kelly Marcel; род. 10 января 1974, Лондон, Великобритания) — британская киноактриса, сценаристка. продюсер и режиссёр. Является соавтором фильма «Спасти мистера Бэнкса» (2013) и сценаристом фильма «Пятьдесят оттенков серого» (2015), а также создала и выступила исполнительным продюсером телесериала «Терра Нова».

## Биография
Келли Марсел — дочь режиссёра Терри Марсела и актрисы Линдси Бруканд, а также старшая сестра актрисы Рози Марсел.

## Карьера
Келли Марсел играла второстепенные роли в таких телесериалах, как «Чисто английское убийство», «Холби Сити» и «Катастрофа». У неё была в основном молчаливая роль молодой Веры в телевизионной экранизации 1994 года «Глаз, приспособленный к тьме».
В конечном итоге Марсел бросила актёрскую карьеру и занялась писательством, подрабатывая в «Prime Time Video», магазине видеопроката в Баттерси, Лондон. За углом от видеосалона находился паб «Latchmere», где Том Харди проводил мастер-класс по актёрскому мастерству. Марсел и Харди подружились, и впоследствии он привлёк Келли для переписывания фильма «Бронсон» (2008) режиссёра Николаса Виндинга Рефна, который не был указан в титрах, после того, как столкнулся с проблемами.
Работая в видеомагазине, Марсел написала сценарий для телешоу под названием «Гондваналенд Хайвей». Также она написала и продала сценарий о камере смертников под названием «Вестбридж» телеканалу Showtime. Она работала над сценарием вместе с режиссёром Томасом Шламме. Несмотря на то, что сценарий остался незаконченным, он стал «визитной карточкой» для Келли Марсел в Голливуде.
После двухнедельной поездки в Лос-Анджелес и решения не продолжать работу над телесериалом «Терра Нова», Марсел вернулась в лондонский видеосалон. Элисон Оуэн из Ruby Films предложила ей поработать над проектом об авторе Мэри Поппинс, Памеле Линдон Трэверс, и её отношениях с Уолтом Диснеем для BBC Film на основе раннего проекта Сью Смит. Сценарий «Спасти мистера Бэнкса» попал в «Чёрный список» 2011 года и был приобретён компанией Disney. Фильм был выпущен в 2013 году режиссёром Джоном Ли Хэнкоком. Келли Марсел и Сью Смит разделили авторство сценария. Марсел была номинирована на 67-ю премию BAFTA за лучший дебют британского сценариста, режиссёра или продюсера.
Келли Марсел была нанята в 2012 году для адаптации бестселлера Э. Л. Джеймс «Пятьдесят оттенков серого», режиссёром которого стала Сэм Тейлор-Джонсон, после того, как Universal Pictures и Focus Features выиграли права на трилогию за $5 млн в ходе тендера. Несмотря на то, что фильм оказался финансово успешным, собрав по всему миру $571,1 млн при бюджете в $40 млн, и Марсел, и Тейлор-Джонсон выразили недовольство готовым фильмом, причём Марсел назвала его слишком болезненным для просмотра.
Келли Марсел является одним из сценаристов фильма «Веном» (2018) от компании Sony вместе со Скоттом Розенбергом и Джеффом Пинкнером. Также Марсел написала сценарий для сиквела под названием «Веном 2» (2021) вместе с Томом Харди. В октябре 2022 года Келли была назначена режиссёром, сценаристом и продюсером фильма «Веном: Последний танец».

## Фильмография

### Актриса

#### Роли на экране
| Год       | Фильм                          | Роль(и)                                                                               | Примечания                       |
| --------- | ------------------------------ | ------------------------------------------------------------------------------------- | -------------------------------- |
| 1977      | Добыча                         | Ребёнок                                                                               | В титрах не указана              |
| 1989      | Большие огненные шары          | Девочка-подросток №2                                                                  |                                  |
| 1989-2005 | Чисто английское убийство      | Девушка на вечеринке / Селина Лестон / Шелли Макгуайр / Мари Спенсер / Бриджит Доусон | Сериал, 5 эпизодов               |
| 1991      | Турбуленция                    | Рут                                                                                   |                                  |
| 1992      | Катастрофа                     | Викки Моррис                                                                          | Сериал, эпизод: «Курсы валют»    |
| 1993      | На что ты смотришь?            | Элейн                                                                                 | Сериал                           |
| 1993      | Гав!                           | Миранда                                                                               | Сериал, эпизод: «Миранда»        |
| 1994      | Глаз, адаптированный к темноте | Юная вера                                                                             | Мини-сериал, 2 эпизода           |
| 1994      | Любовь ранит                   | Луиса                                                                                 | Сериал, эпизод: «Голубые небеса» |
| 1994      | Жестокая справедливость        | Мелисса Страйд                                                                        | Телефильм                        |
| 1994      | Основное направление дороги    | Сара                                                                                  |                                  |
| 1997      | Дэнджерфилд                    | Элейн Фостер                                                                          | Сериал, эпизод: «Адам»           |
| 2000      | Грубый язык                    | Филлипа                                                                               |                                  |
| 2003      | Холби Сити                     | Рейчел Хьюз                                                                           | Сериал, эпизод: «Финал»          |
| 2009      | Принцип Памелы                 | Памела                                                                                | Короткометражный                 |

#### Роль в аудиоподкасте
| Год  | Название                | Роль           | Эпизод                                |
| ---- | ----------------------- | -------------- | ------------------------------------- |
| 2015 | Вы должны это запомнить | Кэтрин Хёпбёрн | Истории MGM. Часть 10: Спенсер Трейси |

### За кадром

#### Кинематограф
| Год  | Фильм                     | Режиссёр | Сценарист | Продюсер       |
| ---- | ------------------------- | -------- | --------- | -------------- |
| 2013 | Спасти мистера Бэнкса     | Нет      | Да        | Нет            |
| 2015 | Пятьдесят оттенков серого | Нет      | Да        | Нет            |
| 2018 | Веном                     | Нет      | Да        | Исполнительный |
| 2021 | Круэлла                   | Нет      | Сюжет     | Нет            |
| 2021 | Веном 2                   | Нет      | Да        | Да             |
| 2024 | Веном: Последний танец    | Да       | Да        | Да             |

Также работала как редактор или скрипт-доктор в следующих фильмах:
- Бронсон (2008)

- Жизнь за брата[англ.] (2009)
- Безумный Макс: Дорога ярости (2015)

#### Телевидение
| Год  | Телесериал | Сценарист | Исполнительный продюсер | Создатель | Примечания                                                                                 |
| ---- | ---------- | --------- | ----------------------- | --------- | ------------------------------------------------------------------------------------------ |
| 2011 | Терра Нова | Да        | Да                      | Да        | Создатель и исполнительный продюсер 13-ти эпизодов Сценарист эпизода «Зарождение: Часть 1» |
| 2023 | Подменыш   | Да        | Да                      | Да        | 8 эпизодов                                                                                 |